# Фабиш, Райнхард
Райнхард Фабиш (нем. Reinhard Fabisch; 19 августа 1950 года Шверте, ФРГ — 12 июля 2008 года Мюнстер, Германия) — немецкий футбольный тренер.

## Биография
В молодые годы Фабиш пробовал себя на позиции нападающего. Два года он числился в составе дортмундской «Боруссии», однако за его основу он не провел ни одного матча. В 21 год футболист завершил свою карьеру и перешел в тренерскую деятельность. Долгое время немец трудился на африканском континенте. Там Фабиш возглавлял сборные Кении (трижды), Зимбабве и Бенина, а также клуб «Мамелоди Сандаунз» из ЮАР.
Последним местом работы специалиста была бенинская сборная, которую он вывел в финальную часть Кубка Африканских наций 2008 года. На турнире «белки» проиграли все три матча с общей разницей 1-7. Из-за неудачного выступления немец был отправлен в отставку. После турнира тренер признавался, что ему предлагали сыграть договорной матч со Мали.

## Смерть
В апреле 2008 года у тренера обнаружили злокачественную опухоль, после чего он вернулся в Германию. 12 июля 2008 года Райнхард Фабиш скончался в городе Мюнстер на 58-м году жизни.